# Olivier Augrond
 (juillet 2015).
Olivier Augrond est un acteur français.

## Biographie
Après être sorti du conservatoire national supérieur d'art dramatique de Paris en 2001, il tourne au cinéma avec Benoît Jacquot, Pierre Jolivet, Denis Dercourt, Samantha Lang et Andy Lipvac.
Au théâtre, il joue plusieurs fois sous la direction de metteurs en scène comme Jacques Lassalle, Lukas Hemleb, Jacques Rebotier, Arlette Téphany et travaille également avec Philippe Adrien, Robert Cantarella, Noëlle Renaude et plus récemment Joël Pommerat.
Pour la télévision, il interprète le rôle du maréchal de Bassompierre dans L'Assassinat d'Henry IV de Jacques Malaterre. Il tourne en 2012 en Égypte, sous la direction de Chawki Mejri, la série internationale Napoleon wal Mahroussa, où il interprète le Dr René-Nicolas Desgenettes.
Il est également actif dans le doublage, pour le cinéma et la télévision. Il est notamment la voix française la plus régulière d'Iwan Rheon (dont la série Game of Thrones) et l'une des voix de Shea Whigham. 

## Théâtre
- 1995 : Le Renard du Nord de Noëlle Renaude, mise en scène de Catherine Lejean
- 1996 : Agnès de Molière, mise en scène d'Abbes Zahmani
- 1998 : Autour de Kateb Yacine, mise en scène de Gabriel Garran
- 2000 : Les innocents ne savent pas que c'était impossible de Frédéric Sonntag, mise en scène de l'auteur
- 2000 : L'Oyssée d'Homère en trois quarts d'heure et quatre minutes de Hédi Tillet de Clermont Tonnerre, mise en scène de l'auteur
- 2001 : Un chapeau de paille d'Italie d'Eugène Labiche et Marc-Michel, mise en scène d'Arlette Téphany : Fadinard
- 2003 : Opérette de Witold Gombrowicz, mise en scène de Christian Gangneron
- 2003 : Le Jeu d'Adam d'Adam de la Halle, mise en scène de Jacques Rebotier
- 2004 : Les Joyeuses Commères de Windsor de William Shakespeare, mise en scène de Jean-Marie Villégier
- 2005 : Requiem pour une nonne de William Faulkner, mise en scène de Jacques Lassalle : Peter
- 2006 : Monsieur X, dit ici Pierre Rabier de Marguerite Duras, mise en scène de Jacques Lassalle : Masse
- 2007 : Le Misanthrope ou l'Atrabilaire amoureux de Molière, mise en scène de Lukas Hemleb : M. Dubois
- 2009-2010 : Parlez-moi d'amour de Raymond Carver, mise en scène de Jacques Lassalle : le shérif

## Filmographie

### Cinéma
- 2002 : Le Frère du guerrier : le compagnon de Thomas
- 2002 : L'Idole : le pompier
- 2002 : Merci Docteur Rey : le gigolo
- 2004 : À tout de suite : Gérard
- 2005 : Pour la nuit : Samir
- 2006 : Bottom
- 2008 : Demain dès l'aube… : le hussard
- 2011 : G.O.S.I. : l'inspecteur Eddy

### Télévision
- 2001 : Après
- 2007 : La Commune : un flic
- 2008 : Central Nuit : Brigadier (1 épisode)
- 2009 : L'Assassinat d'Henri IV : le Maréchal de Bassompierre
- 2009 : Équipe médicale d'urgence : le journaliste
- 2012 : Napoleon wal Mahroussa : Dr René-Nicolas Desgenettes
- 2015 : Les Revenants : M. Levanski jeune

## Doublage

### Cinéma
- Shea Whigham dans :
  - Le Prix de la loyauté (2008) : Kenny Dugan
  - Bad Lieutenant : Escale à La Nouvelle-Orléans (2009) : Justin
  - La Défense Lincoln (2011) : DJ Corliss
  - Sans compromis (2011) : Billy

- Stephen Graham dans :
  - Le Dernier des Templiers (2010) : Hagamar
  - Killing Fields (2011) : Rhino

- P. J. Byrne dans : 
  - Le Loup de Wall Street (2013) : Nicky Koskoff
  - Blackout total (2014) : Moshe

- Chris Pine dans : 
  - The Finest Hours (2016) : Bernie Webber
  - Un raccourci dans le temps (2018) : Dr Alex Murry
- 2007 : La Faille : Norman Foster (Josh Stamberg)
- 2008 : Braquage à l'anglaise : Alfie Hook (Robert Whitelock)
- 2008 : Indiana Jones et le Royaume du crâne de cristal : Taylor (Joel Stoffer (en))
- 2008 : Walkyrie : le major Ernst John von Freyend (Werner Daehn)
- 2009 : Hyper Tension 2 : Randy (Corey Haim)
- 2011 : Au pays du sang et du miel : Tarik (Boris Ler)
- 2012 : Blanche-Neige : Grub (Joe Gnoffo)
- 2013 : Du plomb dans la tête : Ronnie Earl (Brian Van Holt)
- 2013 : The Iceman : Robert Pronge (Chris Evans)
- 2013 : Big Bad Wolves : Dror (Rotem Keinan)
- 2017 : Le Lieutenant ottoman : le lieutenant Ismaïl Veli (Michiel Huisman)
- 2018 : El Aviso : Pablo (Aitor Luna)
- 2019 : The Dirt : Mick Mars (Iwan Rheon)
- 2022 : Sous sa coupe : ? (?)
- 2023 : Missing : Disparition inquiétante : ? (?)
- 2024 : Scoop : ? (?)
- 2024 : Kraven the Hunter : Ömer Ozdemir (Murat Seven)
- 2025 : Contre-attaque : Tuco (Mario Alberto Monroy)
- 2025 : Les Quatre Fantastiques : Premiers pas : ? (?)

### Télévision

#### Téléfilm
- 2010 : Le courage d'une enfant : Gil Lujan (Gregory Zaragoza)
- 2021 : La folie d’une mère : l'histoire vraie de Debora Green : l'inspecteur Greg Burnetta (Nicholas Treeshin)

#### Séries télévisées
- Pedro Pascal dans :
  - Lights Out (en) (2011) : Omar Assarian (4 épisodes)
  - Charlie's Angels (2011) : Frederick Mercer (épisode 5)
  - Body of Proof (2012) : Zack Goffman (saison 2, épisode 11)

- Iwan Rheon dans :
  - Game of Thrones (2013-2016) : Ramsay Bolton (ex Snow) (20 épisodes, saisons 3 à 6)
  - Inhumans (2017) : Maximus Boltagon (8 épisodes)
  - Those About to Die (2024) : Tenax (10 épisodes)

- Derek Phillips dans :
  - Grey's Anatomy (2007) : Dale Winick (saison 3, épisodes 24 et 25)
  - Private Practice (2010) : Eddie Lindy (3 épisodes)

- John Ventimiglia dans :
  - Blue Bloods (2011-2014) : Dino Arbogast (16 épisodes)
  - The Good Wife (2014-2015) : l'inspecteur Gary Prima (5 épisodes)

- Steve Howey dans :
  - Shameless (2011-2021) : Kevin Ball (134 épisodes)
  - Sons of Anarchy (2013) : Hopper (3 épisodes)

- Yuri Sardarov dans :
  - Chicago Fire (2012-2019) : Brian « Otis » Zvocenek (161 épisodes)
  - Chicago Police Department (2014-2017) : Brian « Otis » Zvocenek (6 épisodes)
- 2008-2012 : Mentalist : Omar Vega (Kamar De Los Reyes)
- 2009-2011 : Caprica : Diego (Ryan Robbins)
- 2009-2012 : Castle : Pablo Barnes (Desmin Borges (en))
- 2010 : Le Serment : Len Matthews (Christian Cooke) (mini-série)
- 2010 : L'Enfer du Pacifique : Lew Juergens (Josh Helman) (mini-série)
- 2010-2012 : Justified : Wade Messer (James LeGros)
- 2010-2012 : Hawaii 5-0 : Ken Nakoa (David Lee McInnis)
- 2011 : Kasimir and Karoline : Kasimir (Golo Euler)
- 2011 : Chicago Code : Will Gainey (Patrick Gough)
- 2011-2012 : Person of Interest : Joey Durban (James Carpinello)
- 2011-2012 : Revenge : Nolan Ross (Gabriel Mann)
- 2011-2012 : Grand Hôtel : Sebastian (Ivan Morales)
- 2011-2012 : Game of Thrones : Rakharo (Elyes Gabel) (7 épisodes, saisons 1 et 2)
- 2014-2015 : Black Sails : Logan (Dylan Skews) (14 épisodes)
- 2015 : Dans l'ombre des Tudors : James Bainham (Jonathan Aris) (mini-série)
- 2015-2020 : Blindspot : Markos (Johnny Whitworth) (7 épisodes), Parker (Jefferson White) (10 épisodes)
- 2016 : Fear the Walking Dead : Luis Flores (Arturo Del Puerto) (4 épisodes)
- 2016-2022 : Animal Kingdom : Andrew « Pope » Cody (Shawn Hatosy) (75 épisodes)
- 2017 : Snowfall : Alejandro Usteves (Juan Javier Cardenas)
- 2020 : Cursed : La Rebelle : Merlin (Gustaf Skarsgård)
- 2021 : Souviens-toi… l'été dernier : Carl Gilbert (Eddie Kaulukukui)
- 2022 : The Golden Hour (nl) : Faysal Taher (Abas Fasaei) (6 épisodes)
- 2024 : A Killer Paradox (en) : Gwang-hun [Qui ?]
- 2024 : Dark Matter : ? (?)

#### Séries d'animation
- 2021 : Invincible : Doug Cheston (saison 1, épisode 6)
- 2021 : What If...? : Volstagg[n 1] et Korg[n 2] (saison 1, épisode 7)
- 2024 : Jurassic World : La Théorie du Chaos : Mateo (saison 1, récurrent)
- 2024 : Rising Impact : Wanglian Li
- 2025 : Léviathan (en) : Tesla

### Jeux vidéo
- 2017 : Star Wars Battlefront II : ?
- 2023 : Starfield : ?
- 2024 : Banishers: Ghosts of New Eden : Sebastian Preese, Caleb Wattson et Gaufrey Rawlings
- 2024 : Dragon Age: The Veilguard : voix additionnelles
- 2024 : Unknown 9: Awakening : ?
- 2024 : Indiana Jones et le Cercle ancien : ?
- 2024 : Warhammer 40,000: Space Marine 2 : voix additionnelles
- 2025 : Assassin's Creed Shadows : ?